# 国鉄クモヤ22形電車
クモヤ22形は、かつて日本国有鉄道（国鉄）に在籍した旧形電車である。

## 概要
車体長17m級の事業用制御電動車に与えられた形式で、18両が1960年（昭和35年）から1970年（昭和45年）にかけてモハ10形、クモハ11形およびクモニ13形の改造または改番により本形式に編入された。
最初の2両がコンテナ輸送試験車であったのに対し、残りの16両は牽引車であった。

## 番号区分
番号区分は次のとおり。

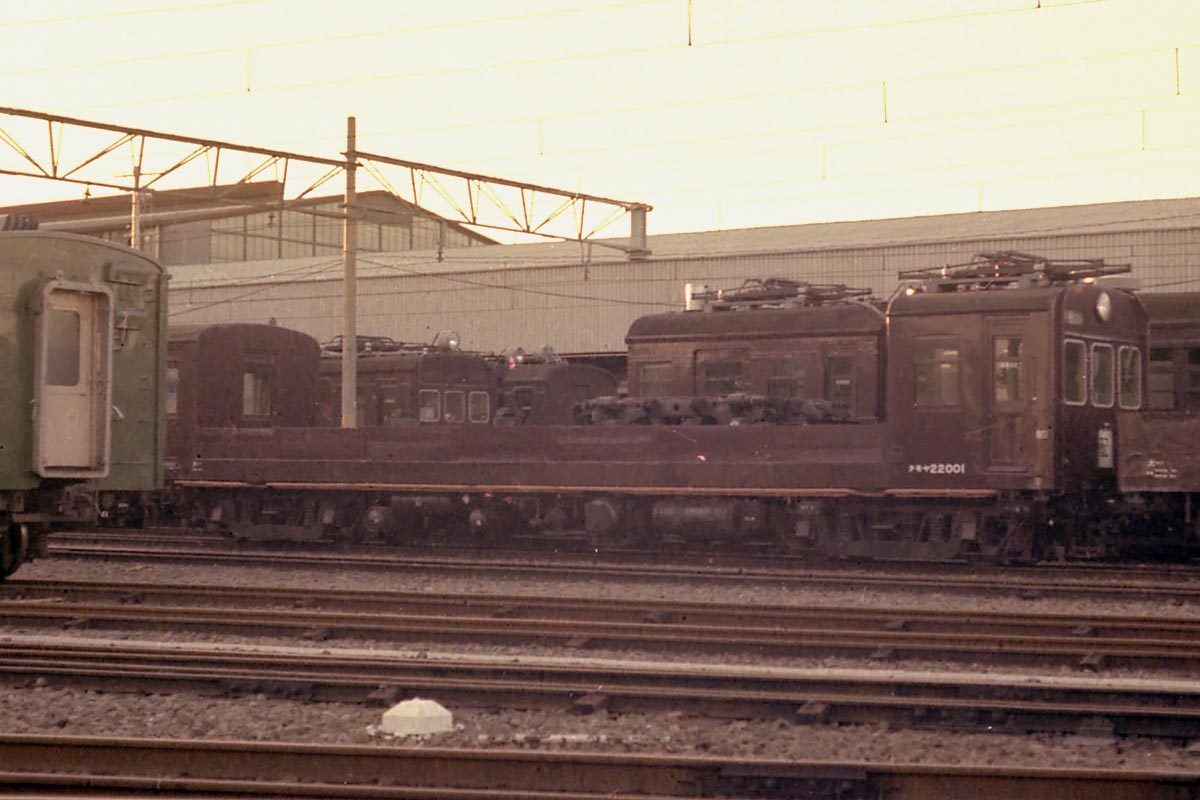
クモヤ22001

1. クモヤ22000，22001 : 1960年にクモハ11形200番台の改造により製作されたコンテナ輸送試験車。詳細は国鉄31系電車#コンテナ輸送試験車への改造を参照。
2. クモヤ22100 : 1962年（昭和37年）にクモハ11形100番台の改造により製作された牽引車。詳細は国鉄30系電車#牽引車への改造を参照。
3. クモヤ22110 - 22118 : 1963年（昭和38年）から1966年（昭和41年）にかけてにモハ10形の改造により製作された牽引車。詳細は国鉄30系電車#牽引車への改造を参照。
4. クモヤ22150 - 22152 : 1961年（昭和36年）および1963年にクモハ11形400番台の改造により製作された牽引車。詳細は国鉄50系電車#牽引車への改造を参照。
5. クモヤ22201 - 22203 : 牽引車代用として使用されていたクモニ13形を1970年に改番したもの。詳細は国鉄50系電車#牽引車への改造を参照。